# 27 (číslo)
Dvacet sedm je přirozené číslo. Následuje po číslu dvacet šest a předchází číslu dvacet osm. Řadová číslovka je dvacátý sedmý nebo sedmadvacátý. Římskými číslicemi se zapisuje XXVII.

## Matematika
Dvacet sedm je
- třetí mocnina čísla tři

## Chemie
- 27 je atomové číslo kobaltu

## Ostatní
- Počet měsíců Uranu
- Počet knih v Novém zákoně
- Popravených českých pánů
- Klub 27
- Evropská sedmadvacítka – neformální název Evropské unie v letech 2007–2013 (po vstupu Bulharska a Rumunska a před vstupem Chorvatska) a od roku 2020 (po odchodu Spojeného království, případně již od oznámení jeho odchodu)
- Omezení jízdy vlaků v knižních jízdních řádech v hlavičkách vlaku – takto označené vlaky jedou v den, který je pracovní, nebo v den následující po pracovním dni (zpravidla se týká ranních vlaků)
- +27 je mezinárodní telefonní předvolba Jihoafrické republiky

## Roky
- 27
- 27 př. n. l.
- 1927